# Freestyle
För andra betydelser, se Freestyle (olika betydelser).

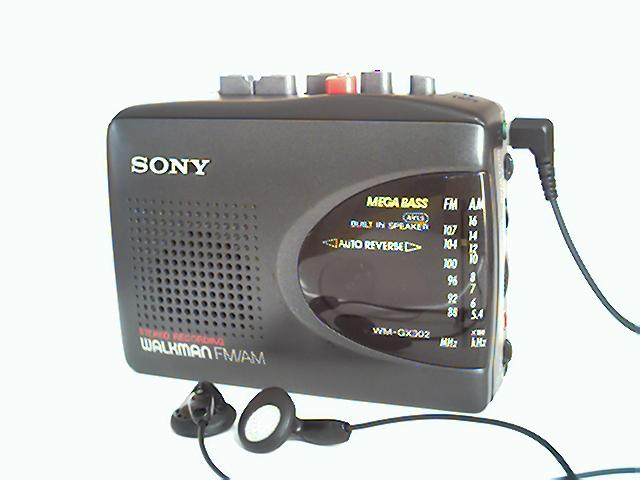
En freestyle (Sony Walkman) med bland annat radio och integrerad högtalare.

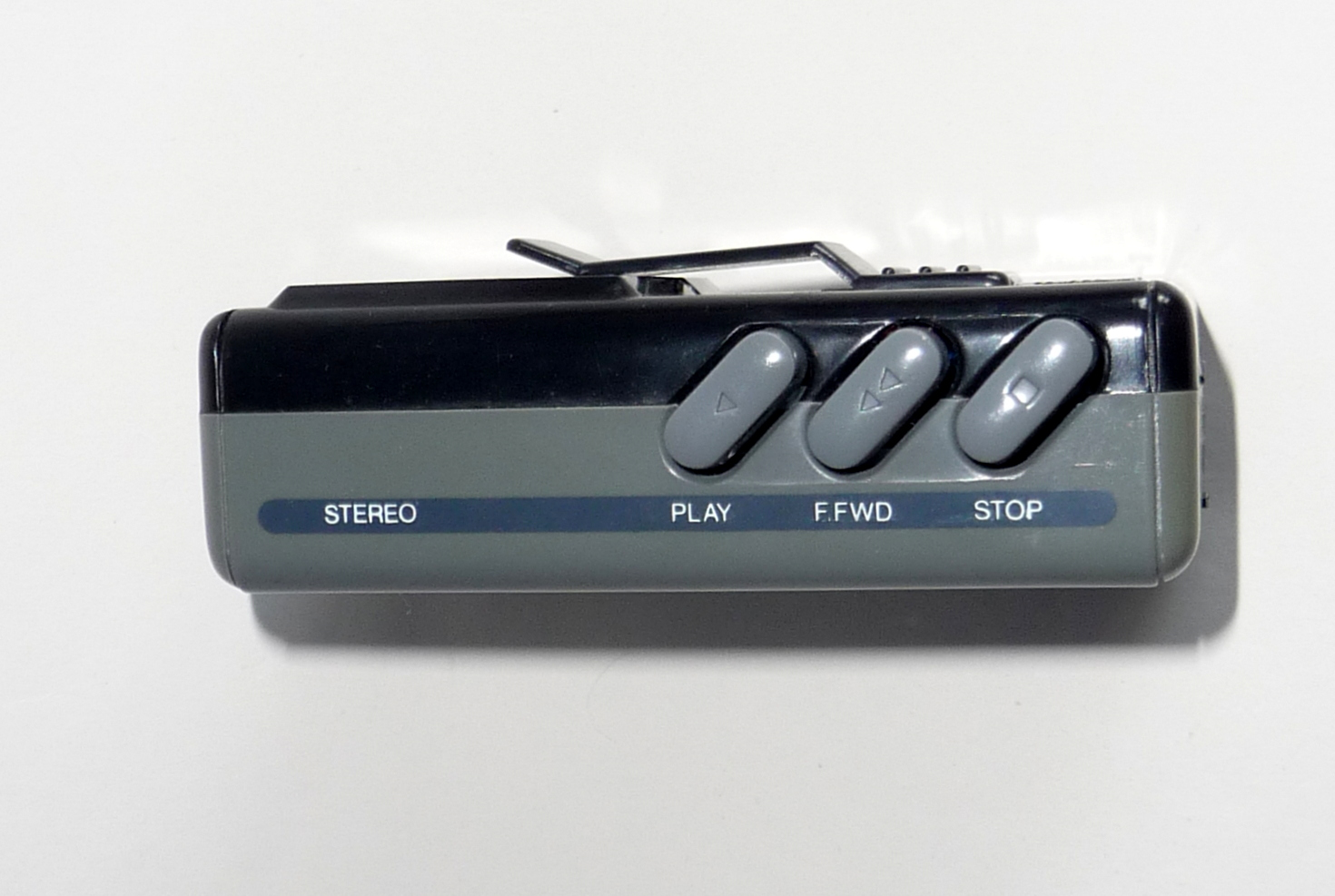
Knappsats på en standardmodell.

Freestyle är den "svenskspråkiga" benämningen på en typ av bärbara kassettbandspelare. Freestylen lanserades den 1 juli 1979 av Sony under varumärket Walkman. Därefter har freestyle blivit en generell benämning på portabla bandspelare som vanligtvis används tillsammans med hörlurar.
På enkla modeller saknas flera tekniska finesser som finns på större bandspelare, cd-spelare etc. Som standard finns ett volymreglage och tre knappar – uppspelning, snabbspolning framåt och stopp. För att spola tillbaka kassettbandet är man då tvungen att ta ut kassetten, vända sida på den och spola framåt. Därutöver finns en utgång avsedd för hörlurar samt ett bältesclips. Standardmodeller drivs av batterier. Det finns även modeller med olika extrafunktioner som exempelvis integrerad högtalare, snabbspolning bakåt, AM-/FM-radio, uttag för nätadapter, extra basåtergivning, equalizer samt omkopplare för normal-, krom- och metallband.
Dåvarande Svenska Språknämnden försökte försvenska uttrycket till bärspelare, men detta uttryck slog aldrig igenom. Bärbara CD-spelare kallades på svenska för CD-freestyle när de introducerades.
Det finns även andra typer av bärbara kassettbandspelare, exempelvis så kallade fickminnen (diktafoner) och bergsprängare.
Den 22 oktober 2010 meddelade Sony att produktionen av bärbara kassettbandspelare upphört.